# NGC 5143
NGC 5143 (również PGC 46918) – galaktyka spiralna z poprzeczką (SBd), znajdująca się w gwiazdozbiorze Psów Gończych. Odkrył ją 17 kwietnia 1855 roku R.J. Mitchell – asystent Williama Parsonsa.